# Five World Trade Center
Il Five World Trade Center è un edificio civile facente parte del complesso World Trade Center di Manhattan, a New York. È stato gravemente compromesso negli attentati dell'11 settembre 2001, pertanto demolito nel dicembre dello stesso anno. Un nuovo edificio con lo stesso nome è in costruzione dal 2011.

## 1972–2001
L'originario WTC 5 fu completato nel 1972, in concomitanza con il completamento delle Torri Gemelle. A forma di "L" e dal caratteristico colore nero come gli edifici 4 e 6, aveva 9 piani ed era alto circa 36 m. Destinato ad uffici, era una delle entrate del centro commerciale sotterraneo "The Mall at the World Trade Center". Inoltre, dalla lobby era possibile accedere alla stazione della metropolitana Chambers Street. Sempre all'interno del WTC 5 era situata la più grande libreria del gruppo Borders di New York. Nel 1984, l'artista Joanna Gilman Hyde dipinse la tela da 10.000 piedi quadrati (930 m 2) intitolata "Self Organizing Galaxy" sul tetto del 5 World Trade Center.

### Attentati dell'11 settembre 2001

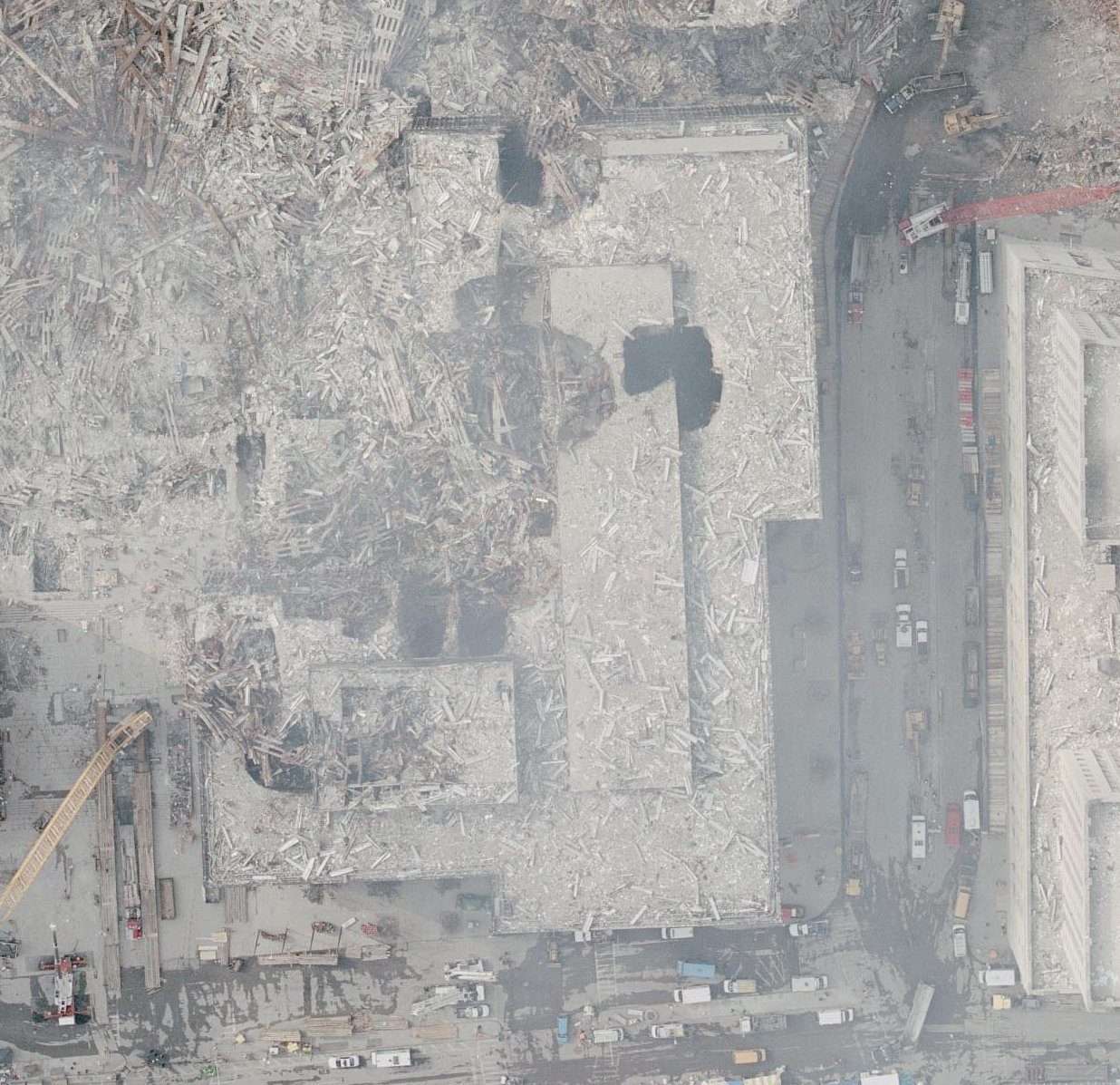
L'edificio 5 ripreso via aerea dopo l'11 settembre 2001

Durante gli attentati dell'11 settembre 2001, il WTC 5 fu il meno danneggiato tra gli edifici del World Trade Center. Il crollo della torre Sud non danneggiò l’edificio mentre il crollo della torre Nord sventrò una piccola porzione del tetto oltre a danneggiare alcuni piani nella facciata più vicina alla torre. Un incendio interessò la parte danneggiata ma esso fu comunque domato nel pomeriggio dell’11 settembre. Di conseguenza gran parte dell’edificio rimase pressoché intatta. Inoltre, parte della fusoliera del volo United Airlines 175, penetrato nella Torre Sud alle 09:02, cadde sul tetto dell’edificio. 
Sebbene non danneggiato irreparabilmente anche il WTC 5 venne demolito, assieme a ciò che rimaneva degli edifici 4 e 6, nel dicembre 2001.

## 2011–
Il Five World Trade Center (5 WTC), noto anche come il suo indirizzo 130 Liberty Street, è un futuro edificio a New York, che farà parte del nuovo complesso del World Trade Center. Esso sarà costruito al posto del Deutsche Bank Building, demolito da marzo 2007 fino al 28 febbraio 2011. La costruzione è al momento ferma per mancanza di potenziali acquirenti o affittuari.
Progettato per uso residenziale o misto, il nuovo Five World Trade Center avrà dopo il suo completamento un'altezza totale di 226 metri e fino a 150.000 metri quadrati di area calpestabile.
Il 22 giugno 2007, l'Autorità Portuale di New York e New Jersey aveva annunciato che JP Morgan Chase avrebbe speso 290 milioni di euro per il sito di locazione fino all'anno 2011 per una costruzione di un 42 piani. Tale progetto è rimasto irrealizzato in quanto la multinazionale si è trasferita altrove.

### Costruzione
Dopo un futuro indeciso la costruzione è iniziata ufficialmente il 9 settembre 2011 e durante il 2012 sono iniziati i lavori per la costruzione delle fondamenta. Il progetto originario prevedeva la costruzione di una torre di circa 40 piani caratterizzata nella parte bassa da una sezione sporgente. Da allora, nessun passo avanti nella costruzione è stato tuttavia registrato, facendo presumere un abbandono del progetto. Ad oggi il cosiddetto "sito 5" è usato temporaneamente come parcheggio per i veicoli della Port Authority.
Dopo anni di silenzio, nell'estate 2018, sono apparsi in zona alcuni pannelli illustrativi che riportano un bozzetto generico del futuro edificio. Secondo questi disegni, del tutto differenti rispetto al progetto originale, l'edificio 5 è ora concepito come una torre di vetro di circa 70 piani caratterizzato da un tetto spiovente da cui partirebbe un motivo triangolare discendente, idealmente richiamando lo stile del One World Trade Center.
Il futuro rimane tuttavia incerto, almeno fino al completamento del nuovo Two World Trade Center, altro progetto del tutto in stand-by.